# Vampyressa melissa
Vampyressa melissa — вид родини листконосові (Phyllostomidae), ссавець ряду лиликоподібні (Vespertilioniformes, seu Chiroptera).

## Етимологія
Melissa з грецької бджола, ймовірно, за їх невеликого розмір.

## Морфологія

### Морфометрія
Довжина голови й тіла 57-61 мм, хвіст відсутній, довжина задньої ступні 9-10 мм, довжина вуха 16-17 мм, довжина передпліччя 37-40 мм, вага 12-15 гр.

### Опис
Морда коротка і широка. Хутро довге. Сіро-бура спина. Лице має чотири білі лінії, дві над очима і дві нижче. Ноги короткі з рідким волоссям. Зубна формула, I 2/2, C 1/1, P 2/2, M 2/3 в цілому 30 зубів.

## Середовище проживання
Країни поширення: Колумбія, Еквадор, Перу. Цей вид був зібраний тільки в незайманому лісі.

## Життя
Харчується в основному фруктами, особливо роду Ficus. Спочиває невеликими до 5 особин під пальмовим листям. Найбільш активний протягом першої години ночі.